# Pueblo Viejo (Michoacán)
Pueblo Viejo es una localidad del estado mexicano de Michoacán. Es parte del municipio de Queréndaro.

## Demografía
| Gráfica de evolución demográfica |
|                                  |

| Censo | Población |
| ----- | --------- |
| 1900  | 240       |
| 1910  | 193       |
| 1921  | 220       |
| 1930  | 364       |
| 1940  | 414       |
| 1950  | 474       |
| 1960  | 476       |
| 1970  | 785       |
| 1980  | 1016      |
| 1990  | 1270      |
| 2000  | 1117      |
| 2010  | 1044      |
| 2020  | 1064      |